# Canale di Leme
Il canale di Leme (in croato Limski kanal, in tedesco Limski-Kanal, in veneto canałe de Leme, in istrioto Limo) è la ría più grande dell'Adriatico a nord del 44º parallelo, nel nordovest della Croazia.

## Descrizione
Si trova nella parte centro meridionale della costa occidentale dell'Istria, tra Orsera e Rovigno. È lungo 11,5 km, largo mediamente 600 m e rappresenta la parte sommersa di una valle carsica. I pendii che fiancheggiano il canale, alti fino a 150 m, sono in parte coperti di macchia, in parte boscosi e conferiscono l'aspetto di un canyon. Prende nome dalla parola latina "limes" (confine, frontiera) dato che anticamente era al confine tra i territori delle città di Parenzo e Rovigno.
Grazie alla particolare composizione dell'acqua (basso contenuto di sale ed alta concentrazione di sostanze acide), la flora e la fauna del canale sono diversificate. Questo è anche il motivo per cui il canale di Leme è adatto alla coltivazione di ostriche e di molluschi.
A volte viene denominato "fiordo", definizione che non è esatta: il canale di Leme è infatti parte della lunga depressione che assieme col vallone di Canfanaro ed alla valle del torrente Cipri, forma la continuità geografica di quella valle d'erosione che si prolunga per circa 35 chilometri, all'interno del territorio istriano, e dei quali solo 12 formano il canale. Tali depressioni, in cui il mare si è introdotto in seguito ad abbassamento del litorale, si chiamano anche ría o valloni in Istria e in Dalmazia.
Il mare ha una profondità tra i 20 ed i 30 metri ed una larghezza quasi costante tra i ciglioni paralleli, che varia da 500 a 700 metri.
Il canale ha un orientamento est-ovest, presenta una naturale ma curiosa particolarità: le sue sponde, per la loro diversa disposizione rispetto al sole hanno una diversa vegetazione: la sponda settentrionale (quella cioè più vicina ad Orsera) ed esposta verso sud è coperta da una bassa macchia composta da ginestre, lecci e lentischi mentre l'altra è coperta (quella verso Rovigno) da una boscaglia di frassini, roveri e cornioli.
Nel canale di Leme è presente la grotta di Romualdo, dove nell'XI secolo celebrava le cerimonie il monaco eremita san Romualdo.
In ambito letterario, il canale di Leme è noto poiché citato nel romanzo di Jules Verne Mathias Sandorf quale punto di sbocco della foiba che consente la fuga all'omonimo protagonista del libro.